# Список астероїдів (17401—17500)
| Назва                             | Тимчасове позначення | Дата відкриття    | Місце відкриття                 | Відкривач                         |
| --------------------------------- | -------------------- | ----------------- | ------------------------------- | --------------------------------- |
| (17401) 1985 RP3                  | 1985 RP3             | 7 вересня 1985    | Обсерваторія Ла-Сілья           | Анрі Дебеонь                      |
| (17402) 1985 UF                   | 1985 UF              | 20 жовтня 1985    | Станція Андерсон-Меса           | Едвард Бовелл                     |
| (17403) 1986 EL5                  | 1986 EL5             | 6 березня 1986    | Обсерваторія Ла-Сілья           | Джованні де Санктіс               |
| (17404) 1986 TZ3                  | 1986 TZ3             | 4 жовтня 1986     | Обсерваторія Клеть              | Антонін Мркос                     |
| (17405) 1986 VQ2                  | 1986 VQ2             | 4 листопада 1986  | Коссоль                         | CERGA                             |
| (17406) 1987 DO                   | 1987 DO              | 25 лютого 1987    | Обсерваторія Одзіма             | Тсунео Ніїдзіма, Такеші Урата     |
| (17407) 1987 TG                   | 1987 TG              | 14 жовтня 1987    | Обсерваторія Клеть              | Антонін Мркос                     |
| 17408 Макадамс (McAdams)          | 1987 UZ1             | 19 жовтня 1987    | Паломарська обсерваторія        | Керолін Шумейкер, Юджин Шумейкер  |
| (17409) 1988 BA4                  | 1988 BA4             | 19 січня 1988     | Обсерваторія Ла-Сілья           | Анрі Дебеонь                      |
| (17410) 1988 CQ4                  | 1988 CQ4             | 13 лютого 1988    | Обсерваторія Ла-Сілья           | Ерік Вальтер Ельст                |
| (17411) 1988 DF3                  | 1988 DF3             | 22 лютого 1988    | Обсерваторія Сайдинг-Спрінг     | Роберт Макнот                     |
| 17412 Кроль (Kroll)               | 1988 KV              | 24 травня 1988    | Обсерваторія Ла-Сілья           | Вернер Ландґраф                   |
| (17413) 1988 RT4                  | 1988 RT4             | 1 вересня 1988    | Обсерваторія Ла-Сілья           | Анрі Дебеонь                      |
| (17414) 1988 RN10                 | 1988 RN10            | 14 вересня 1988   | Обсерваторія Серро Тололо       | Ш. Дж. Бас                        |
| (17415) 1988 RO10                 | 1988 RO10            | 14 вересня 1988   | Обсерваторія Серро Тололо       | Ш. Дж. Бас                        |
| (17416) 1988 RR10                 | 1988 RR10            | 14 вересня 1988   | Обсерваторія Серро Тололо       | Ш. Дж. Бас                        |
| (17417) 1988 RY10                 | 1988 RY10            | 14 вересня 1988   | Обсерваторія Серро Тололо       | Ш. Дж. Бас                        |
| (17418) 1988 RT12                 | 1988 RT12            | 14 вересня 1988   | Обсерваторія Серро Тололо       | Ш. Дж. Бас                        |
| (17419) 1988 RH13                 | 1988 RH13            | 14 вересня 1988   | Обсерваторія Серро Тололо       | Ш. Дж. Бас                        |
| (17420) 1988 RL13                 | 1988 RL13            | 14 вересня 1988   | Обсерваторія Серро Тололо       | Ш. Дж. Бас                        |
| (17421) 1988 SW1                  | 1988 SW1             | 16 вересня 1988   | Обсерваторія Серро Тололо       | Ш. Дж. Бас                        |
| (17422) 1988 SE2                  | 1988 SE2             | 16 вересня 1988   | Обсерваторія Серро Тололо       | Ш. Дж. Бас                        |
| (17423) 1988 SK2                  | 1988 SK2             | 16 вересня 1988   | Обсерваторія Серро Тололо       | Ш. Дж. Бас                        |
| (17424) 1988 SP2                  | 1988 SP2             | 16 вересня 1988   | Обсерваторія Серро Тололо       | Ш. Дж. Бас                        |
| (17425) 1989 AM3                  | 1989 AM3             | 4 січня 1989      | Обсерваторія Сайдинг-Спрінг     | Роберт Макнот                     |
| (17426) 1989 CS1                  | 1989 CS1             | 5 лютого 1989     | Обсерваторія Ґекко              | Йошіакі Ошіма                     |
| 17427 По (Poe)                    | 1989 CQ2             | 4 лютого 1989     | Обсерваторія Ла-Сілья           | Ерік Вальтер Ельст                |
| 17428 Charleroi                   | 1989 DL              | 28 лютого 1989    | Обсерваторія Ла-Сілья           | Анрі Дебеонь                      |
| (17429) 1989 GD1                  | 1989 GD1             | 3 квітня 1989     | Обсерваторія Ла-Сілья           | Ерік Вальтер Ельст                |
| (17430) 1989 KF                   | 1989 KF              | 31 травня 1989    | Паломарська обсерваторія        | Генрі Гольт                       |
| 17431 Sainte-Colombe              | 1989 RT              | 3 вересня 1989    | Обсерваторія Верхнього Провансу | Ерік Вальтер Ельст                |
| (17432) 1989 SR                   | 1989 SR              | 29 вересня 1989   | Обсерваторія Кушіро             | Сейджі Уеда, Хіроші Канеда        |
| (17433) 1989 SV2                  | 1989 SV2             | 26 вересня 1989   | Обсерваторія Ла-Сілья           | Ерік Вальтер Ельст                |
| (17434) 1989 SN3                  | 1989 SN3             | 26 вересня 1989   | Обсерваторія Ла-Сілья           | Ерік Вальтер Ельст                |
| 17435 ді Джіованні (di Giovanni)  | 1989 SP3             | 26 вересня 1989   | Обсерваторія Ла-Сілья           | Ерік Вальтер Ельст                |
| (17436) 1989 SV3                  | 1989 SV3             | 26 вересня 1989   | Обсерваторія Ла-Сілья           | Ерік Вальтер Ельст                |
| (17437) 1989 SC4                  | 1989 SC4             | 26 вересня 1989   | Обсерваторія Ла-Сілья           | Ерік Вальтер Ельст                |
| (17438) 1989 SQ4                  | 1989 SQ4             | 26 вересня 1989   | Обсерваторія Ла-Сілья           | Ерік Вальтер Ельст                |
| (17439) 1989 TR3                  | 1989 TR3             | 7 жовтня 1989     | Обсерваторія Ла-Сілья           | Ерік Вальтер Ельст                |
| (17440) 1989 TP14                 | 1989 TP14            | 2 жовтня 1989     | Обсерваторія Ла-Сілья           | Анрі Дебеонь                      |
| (17441) 1989 UE                   | 1989 UE              | 20 жовтня 1989    | Обсерваторія Кані               | Йосікане Мідзуно, Тошімата Фурута |
| (17442) 1989 UO5                  | 1989 UO5             | 30 жовтня 1989    | Обсерваторія Серро Тололо       | Ш. Дж. Бас                        |
| (17443) 1989 UU5                  | 1989 UU5             | 30 жовтня 1989    | Обсерваторія Серро Тололо       | Ш. Дж. Бас                        |
| (17444) 1989 VQ1                  | 1989 VQ1             | 3 листопада 1989  | Обсерваторія Ла-Сілья           | Ерік Вальтер Ельст                |
| 17445 Аватха (Avatcha)            | 1989 YC5             | 28 грудня 1989    | Обсерваторія Верхнього Провансу | Ерік Вальтер Ельст                |
| 17446 Mopaku                      | 1990 BC2             | 23 січня 1990     | Обсерваторія Вайну-Баппу        | Р. Раджамоган                     |
| 17447 Хайндл (Heindl)             | 1990 HE              | 25 квітня 1990    | Паломарська обсерваторія        | Е. Гелін                          |
| (17448) 1990 HU1                  | 1990 HU1             | 27 квітня 1990    | Обсерваторія Сайдинг-Спрінг     | Роберт Макнот                     |
| (17449) 1990 OD5                  | 1990 OD5             | 27 липня 1990     | Паломарська обсерваторія        | Генрі Гольт                       |
| (17450) 1990 QO4                  | 1990 QO4             | 23 серпня 1990    | Паломарська обсерваторія        | Генрі Гольт                       |
| (17451) 1990 QF8                  | 1990 QF8             | 16 серпня 1990    | Обсерваторія Ла-Сілья           | Ерік Вальтер Ельст                |
| 17452 Amurreka                    | 1990 QE10            | 16 серпня 1990    | Обсерваторія Ла-Сілья           | Ерік Вальтер Ельст                |
| (17453) 1990 RQ9                  | 1990 RQ9             | 14 вересня 1990   | Паломарська обсерваторія        | Генрі Гольт                       |
| (17454) 1990 SA7                  | 1990 SA7             | 22 вересня 1990   | Обсерваторія Ла-Сілья           | Ерік Вальтер Ельст                |
| (17455) 1990 SH7                  | 1990 SH7             | 22 вересня 1990   | Обсерваторія Ла-Сілья           | Ерік Вальтер Ельст                |
| (17456) 1990 SS7                  | 1990 SS7             | 22 вересня 1990   | Обсерваторія Ла-Сілья           | Ерік Вальтер Ельст                |
| (17457) 1990 SC11                 | 1990 SC11            | 16 вересня 1990   | Паломарська обсерваторія        | Генрі Гольт                       |
| 17458 Дік (Dick)                  | 1990 TP7             | 13 жовтня 1990    | Обсерваторія Карла Шварцшильда  | Лутц Шмадель, Ф. Бернґен          |
| 17459 Андреасхофер (Andreashofer) | 1990 TJ8             | 13 жовтня 1990    | Обсерваторія Карла Шварцшильда  | Ф. Бернґен, Лутц Шмадель          |
| 17460 Манг (Mang)                 | 1990 TC11            | 10 жовтня 1990    | Обсерваторія Карла Шварцшильда  | Лутц Шмадель, Ф. Бернґен          |
| (17461) 1990 UD1                  | 1990 UD1             | 20 жовтня 1990    | Обсерваторія Ґейсей             | Тсутому Секі                      |
| 17462 Takahisa                    | 1990 UP1             | 22 жовтня 1990    | Обсерваторія Кітамі             | Кін Ендате, Кадзуро Ватанабе      |
| (17463) 1990 UO5                  | 1990 UO5             | 16 жовтня 1990    | Обсерваторія Ла-Сілья           | Ерік Вальтер Ельст                |
| (17464) 1990 VX1                  | 1990 VX1             | 11 листопада 1990 | Фудзієда                        | Х. Шіодзава, М. Кідзава           |
| 17465 Inawashiroko                | 1990 VU3             | 11 листопада 1990 | Обсерваторія Ґейсей             | Тсутому Секі                      |
| (17466) 1990 VL4                  | 1990 VL4             | 15 листопада 1990 | Обсерваторія Ла-Сілья           | Ерік Вальтер Ельст                |
| (17467) 1990 VE6                  | 1990 VE6             | 15 листопада 1990 | Обсерваторія Ла-Сілья           | Ерік Вальтер Ельст                |
| (17468) 1990 WT6                  | 1990 WT6             | 21 листопада 1990 | Обсерваторія Ла-Сілья           | Ерік Вальтер Ельст                |
| (17469) 1991 BT                   | 1991 BT              | 19 січня 1991     | Обсерваторія Дінік              | Ацуші Суґіе                       |
| 17470 Mitsuhashi                  | 1991 BX              | 19 січня 1991     | Обсерваторія Кітамі             | Кін Ендате, Кадзуро Ватанабе      |
| (17471) 1991 EO2                  | 1991 EO2             | 11 березня 1991   | Обсерваторія Ла-Сілья           | Анрі Дебеонь                      |
| 17472 Діна (Dinah)                | 1991 FY              | 17 березня 1991   | Обсерваторія Одзіма             | Тсунео Ніїдзіма, Такеші Урата     |
| (17473) 1991 FM3                  | 1991 FM3             | 21 березня 1991   | Обсерваторія Ла-Сілья           | Анрі Дебеонь                      |
| (17474) 1991 GK5                  | 1991 GK5             | 8 квітня 1991     | Обсерваторія Ла-Сілья           | Ерік Вальтер Ельст                |
| (17475) 1991 GA7                  | 1991 GA7             | 8 квітня 1991     | Обсерваторія Ла-Сілья           | Ерік Вальтер Ельст                |
| (17476) 1991 GG7                  | 1991 GG7             | 8 квітня 1991     | Обсерваторія Ла-Сілья           | Ерік Вальтер Ельст                |
| (17477) 1991 GN9                  | 1991 GN9             | 10 квітня 1991    | Обсерваторія Ла-Сілья           | Ерік Вальтер Ельст                |
| (17478) 1991 LQ                   | 1991 LQ              | 13 червня 1991    | Паломарська обсерваторія        | Е. Гелін                          |
| (17479) 1991 PV9                  | 1991 PV9             | 13 серпня 1991    | Паломарська обсерваторія        | Е. Гелін                          |
| (17480) 1991 PE10                 | 1991 PE10            | 7 серпня 1991     | Паломарська обсерваторія        | Генрі Гольт                       |
| (17481) 1991 PE11                 | 1991 PE11            | 7 серпня 1991     | Паломарська обсерваторія        | Генрі Гольт                       |
| (17482) 1991 PY14                 | 1991 PY14            | 6 серпня 1991     | Паломарська обсерваторія        | Генрі Гольт                       |
| (17483) 1991 RA                   | 1991 RA              | 2 вересня 1991    | Обсерваторія Сайдинг-Спрінг     | Кеннет Рассел                     |
| 17484 Ґангофер (Ganghofer)        | 1991 RY4             | 13 вересня 1991   | Обсерваторія Карла Шварцшильда  | Ф. Бернґен, Лутц Шмадель          |
| (17485) 1991 RP9                  | 1991 RP9             | 5 вересня 1991    | Обсерваторія Сайдинг-Спрінг     | Роберт Макнот                     |
| 17486 Ходлер (Hodler)             | 1991 RB41            | 10 вересня 1991   | Обсерваторія Карла Шварцшильда  | Ф. Бернґен                        |
| (17487) 1991 SY                   | 1991 SY              | 30 вересня 1991   | Обсерваторія Сайдинг-Спрінг     | Роберт Макнот                     |
| 17488 Мантл (Mantl)               | 1991 TQ6             | 2 жовтня 1991     | Обсерваторія Карла Шварцшильда  | Лутц Шмадель, Ф. Бернґен          |
| 17489 Тренкер (Trenker)           | 1991 TS6             | 2 жовтня 1991     | Обсерваторія Карла Шварцшильда  | Ф. Бернґен, Лутц Шмадель          |
| (17490) 1991 UC3                  | 1991 UC3             | 31 жовтня 1991    | Обсерваторія Кушіро             | Сейджі Уеда, Хіроші Канеда        |
| (17491) 1991 UM3                  | 1991 UM3             | 31 жовтня 1991    | Обсерваторія Кушіро             | Сейджі Уеда, Хіроші Канеда        |
| 17492 Hippasos                    | 1991 XG1             | 10 грудня 1991    | Обсерваторія Карла Шварцшильда  | Ф. Бернґен                        |
| 17493 Wildcat                     | 1991 YA              | 31 грудня 1991    | Паломарська обсерваторія        | Керолін Шумейкер, Девід Леві      |
| 17494 Antaviana                   | 1992 AM3             | 11 січня 1992     | Мерида (Венесуела)              | Орландо Наранхо                   |
| (17495) 1992 DY                   | 1992 DY              | 27 лютого 1992    | Обсерваторія Уенохара           | Нобухіро Кавасато                 |
| 17496 Августин (Augustinus)       | 1992 DM2             | 29 лютого 1992    | Обсерваторія Карла Шварцшильда  | Ф. Бернґен                        |
| (17497) 1992 DO6                  | 1992 DO6             | 29 лютого 1992    | Обсерваторія Ла-Сілья           | UESAC                             |
| (17498) 1992 EP4                  | 1992 EP4             | 1 березня 1992    | Обсерваторія Ла-Сілья           | UESAC                             |
| (17499) 1992 EJ5                  | 1992 EJ5             | 1 березня 1992    | Обсерваторія Ла-Сілья           | UESAC                             |
| (17500) 1992 EQ10                 | 1992 EQ10            | 6 березня 1992    | Обсерваторія Ла-Сілья           | UESAC                             |

| ← Астероїди 10001—20000 → |             |             |             |             |             |             |             |             |             |
| 10001—10100               | 11001—11100 | 12001—12100 | 13001—13100 | 14001—14100 | 15001—15100 | 16001—16100 | 17001—17100 | 18001—18100 | 19001—19100 |
| 10101—10200               | 11101—11200 | 12101—12200 | 13101—13200 | 14101—14200 | 15101—15200 | 16101—16200 | 17101—17200 | 18101—18200 | 19101—19200 |
| 10201—10300               | 11201—11300 | 12201—12300 | 13201—13300 | 14201—14300 | 15201—15300 | 16201—16300 | 17201—17300 | 18201—18300 | 19201—19300 |
| 10301—10400               | 11301—11400 | 12301—12400 | 13301—13400 | 14301—14400 | 15301—15400 | 16301—16400 | 17301—17400 | 18301—18400 | 19301—19400 |
| 10401—10500               | 11401—11500 | 12401—12500 | 13401—13500 | 14401—14500 | 15401—15500 | 16401—16500 | 17401—17500 | 18401—18500 | 19401—19500 |
| 10501—10600               | 11501—11600 | 12501—12600 | 13501—13600 | 14501—14600 | 15501—15600 | 16501—16600 | 17501—17600 | 18501—18600 | 19501—19600 |
| 10601—10700               | 11601—11700 | 12601—12700 | 13601—13700 | 14601—14700 | 15601—15700 | 16601—16700 | 17601—17700 | 18601—18700 | 19601—19700 |
| 10701—10800               | 11701—11800 | 12701—12800 | 13701—13800 | 14701—14800 | 15701—15800 | 16701—16800 | 17701—17800 | 18701—18800 | 19701—19800 |
| 10801—10900               | 11801—11900 | 12801—12900 | 13801—13900 | 14801—14900 | 15801—15900 | 16801—16900 | 17801—17900 | 18801—18900 | 19801—19900 |
| 10901—11000               | 11901—12000 | 12901—13000 | 13901—14000 | 14901—15000 | 15901—16000 | 16901—17000 | 17901—18000 | 18901—19000 | 19901—20000 |